# 张桂凤
张桂凤（1922年11月13日—2012年3月4日），生于浙江萧山坎山镇，中国国家一级演员，越剧十姐妹之一，擅长老生。

## 生平
1945年，加入雪声剧团。1947年，参与越剧十姐妹的联合义演。同年加入东山越艺社。1951年参加华东越剧实验剧团。1955年转为上海越剧院主要演员。张桂凤在越剧老生方面颇有艺术功底，被称作“张桂凤派”。代表作有《梁山伯与祝英台》、《二堂放子》、《打金枝》、《李娃传》等。传人有董柯娣、章海灵、张承好等。
1990年，張桂鳳與范瑞娟、呂瑞英、陸梅英等演唱者，攜《打金枝》等劇目，前往德國、法國、荷蘭、比利時、盧森堡等國聯演。

## 榮譽
張桂鳳在1952年參加了，第一屆全國戲曲觀摩演出大會，以《梁山伯與祝英台》劇裡的祝公遠，榮獲演員二等獎項。
又於1954年的華東區戲曲觀摩演出，在《打金枝》劇中扮演的唐皇，獲得演員一等獎項。